# Le Pin-en-Mauges
Le Pin-en-Mauges är en kommun i departementet Maine-et-Loire i regionen Pays de la Loire i nordvästra Frankrike. Kommunen ligger i kantonen Beaupréau som tillhör arrondissementet Cholet. År 2018 hade Le Pin-en-Mauges 1 383 invånare.

## Befolkningsutveckling
Antalet invånare i kommunen Le Pin-en-Mauges
| Referens: INSEE |